# Cathédrale de l'Immaculée-Conception d'Edmundston
Pour les articles homonymes, voir Cathédrale de l'Immaculée-Conception.
La cathédrale de l'Immaculée-Conception est la cathédrale du diocèse d'Edmundston. Elle a été reconnue lieu du patrimoine provincial en 2001 par le ministère du Tourisme, du Patrimoine et de la Culture.